# 天下ごめんネ!!
『天下ごめんネ!!』（てんかごめんネ）は、1996年10月17日から同年12月12日までフジテレビ系列局で放送されていたクイズ番組である。その後も1997年1月9日から同年2月27日まで『くらべるクイズ!天下ごめんネ!!』と題して放送されていた。フジテレビとイーストの共同制作。全17回（9回＋8回）。放送時間は毎週木曜 19:00 ‐19:54 （日本標準時）。ウッチャンナンチャンの番組としては『UN FACTORY カボスケ』（『UN FACTORY ソムリエ』に改題）より半年ぶり、ゴールデン・全国ネットでは『ゲッパチ!UNアワー ありがとやんした!?』より2年ぶり、フジテレビとイースト共同制作の番組へのレギュラー出演は『ビートたけしのつくり方』以来となる。

## 概要
ウッチャンナンチャンの内村光良と南原清隆、当時フジテレビのアナウンサーだった川端健嗣、フリーアナウンサーの楠田枝里子が出演していた番組シリーズ。

### 天下ごめんネ!!
この当時は、内村がキャプテンを務める男性チームと南原がキャプテンを務める女性チームによる4対4の対抗戦形式で行われていた。司会は川端が務めていた。クイズは子供が言いつけをきちんと守れるのかを観察する、道徳をテーマにしたものが中心。
最終問題終了時に得点の多かったチームが勝者となった。300点以上を獲得して勝利した場合、そのチームのキャプテンをモデルにした「ゴメンネコ」が贈られた。

### くらべるクイズ!天下ごめんネ!!
改題後には内村が司会サイドに付き、内村と川端の司会チームと、南原がキャプテンを務める解答者6人のチームによる対抗戦という図式に変更された。出題テーマも、道徳関連のものから物事の比較をテーマにしたものに変更された。
解答者チームは、番組の冒頭で提示されたノルマ以上のポイント獲得を目指してクイズに挑戦。クイズは書き問題が中心であり、1人正解するごとに1ポイント。さらにキャプテンの南原が正解すると、その問題のチーム全体の獲得点数が倍になる。さらに南原は、全員の答えを見た上で一度だけ答えを書き直すことができる。
最終的に解答者チームがノルマ以上のポイントを獲得していれば解答者チームの勝利となり、チーム全員にギフトカードが贈られた。しかしノルマに満たなかった場合には司会者側の勝利となり、ギフトカードは視聴者プレゼントに回された（内村が番組の最後に言うキーワードをはがきに書いて送った人の中から抽選でプレゼントされた）。

## スタッフ
- 構成：安達元一　他
- 技術：ニユーテレス
- 美術：フジアール
- 演出：西滝順二
- 制作：フジテレビ、イースト

| フジテレビ系列 木曜19:00枠                         | フジテレビ系列 木曜19:00枠                                                                                          | フジテレビ系列 木曜19:00枠                          |
| 前番組                                             | 番組名 | 次番組                                              |
| -------------------------------------------------- | --- | --------------------------------------------------- |
| 天才!ヒポカンパス （1996年4月18日 - 1996年9月5日） | 天下ごめんネ!! （1996年10月17日 - 1996年12月12日） ↓ くらべるクイズ!天下ごめんネ!! （1997年1月9日 - 1997年2月27日） | 突撃!お笑い風林火山 （1997年5月1日 - 1997年9月4日） |